# AS～天使小夜曲
《AS～天使小夜曲》是日本工畫堂工作室（工画堂スタジオ）繼《天使演唱會》（エンジェリック・コンサート）後所發行的音樂冒險遊戲。
故事發生在和天使演唱會相同的世界。玩家為了尋找他失去了的記憶，帶著身上的天使羽毛來到地之國的一個邊境城鎮。
工畫堂其後推出的音樂冒險遊戲有《交響樂之雨》。

## 歷史
- 2002年3月29日：天使小夜曲 日文版發售。[1]
- 2002年10月1日：天使小夜曲 繁體中文版發售（光譜資訊代理）。[2]
- 2003年3月15日：天使小夜曲 簡體中文版發售（北京新天地代理）。
- 2003年9月19日：天使戀曲（AS DVD 生まれたばかりのLoveSong）日文版發售。[3]（新增歌曲「祈禱之歌」、「初生的Love Song」，但減去了「天使小夜曲」及「在羽毛的守護下」2首曲，並增加劇情分歧、片頭尾動畫及聲音檔，另附工畫堂系列遊戲的22首樂曲彈奏版）
- 2003年10月22日： 原聲音樂販售。[4]
- 2004年5月8日：天使戀曲 繁體中文版發售（光譜資訊代理）。[5]
- 2004年：官方網站提供2首追加曲下載彈奏（「只屬於我的soleil」及「小小音樂盒」）。
- 2005年12月22日：AS・ラビィ☆愛蔵版 日文版發售。[6]

## 人物
庫拉比司（Clavis Koa）　（官方設定原名）
主角（玩家），會演奏符德魯琴的青年，不老不死，200年來一直在旅行尋找天使。
菈司蒂·琺姒（Lasty Farson）　聲：飯塚雅弓
雙色瞳少女，12歲，不能說話，卻能夠唱歌。
妃亞·珞德（Fia Note）　聲：嘉數由美
活潑開朗的16歲少女，與母親一同經營旅館。
紗利雅·威樂斯（Saaria Wynes）
經營魔法店，天真無邪、冒失的16歲少女。
阿露緹·榭瑪（Arte Sema）
19歲，雙目失明，善於唱歌及跳舞。
思多法（Stephanie Ranclay）　聲：堀江由衣
夢中出現的神秘少女，知道庫拉比司的過去。
西亞黎·琺姒（Searly Farson）　聲：小山裕香
菈司蒂的媽媽。

## 音樂
天使小夜曲時代起
- 「天使小夜曲」（片頭曲；僅本作可彈奏）
  - 主唱：菈司蒂（飯塚雅弓）
  - 作詞：三輪恭子
  - 作曲・編曲：高野ふじお
- 「在羽毛的守護下」（片尾曲；僅本作可彈奏）
  - 主唱：菈司蒂（飯塚雅弓）
  - 作詞：三輪恭子
  - 作曲・編曲：高野ふじお
- 「聖地」
  - 主唱：菈司蒂（飯塚雅弓）／阿露緹（園崎未惠）／菈司蒂＆阿露緹
  - 作詞：三輪恭子
  - 作曲・編曲：堺香子
- 「Two Destiny」
  - 主唱：菈司蒂（飯塚雅弓）
  - 作詞：三輪恭子
  - 作曲・編曲：堺香子
- 「貴重的寶石」
  - 主唱：菈司蒂（飯塚雅弓）
  - 作詞：三輪恭子
  - 作曲・編曲：堺香子
- 「伸出你的手」
  - 主唱：菈司蒂（飯塚雅弓）
  - 作詞：三輪恭子
  - 作曲・編曲：堺香子

天使戀曲新增歌曲
- 「祈禱之歌」（片頭曲）
  - 主唱：菈司蒂（飯塚雅弓）／阿露緹（園崎未惠）／菈司蒂＆阿露緹
  - 作詞：上松範康(feel)
  - 作曲・編曲：藤間仁(feel)
- 「擁抱粉雪」（片尾曲）
  - 主唱：菈司蒂（飯塚雅弓）
  - 作詞：上松範康(feel)
  - 作曲・編曲：藤間仁(feel)
- 「初生的Love Song」
  - 主唱：菈司蒂（飯塚雅弓）
  - 作詞：中島えりな
  - 作曲：高木真由美
  - 編曲：島田充
- 「小小音樂盒」（官方追加曲）
  - 主唱：菈司蒂（飯塚雅弓）
  - 作詞：中島えりな
  - 作曲：高木真由美
  - 編曲：島田充

## 參閱
- 天使演唱會
- 交響樂之雨

## 外部連結
- 工畫堂工作室（页面存档备份，存于）（日語）
- 天使小夜曲官方網站（日語）
- 《Angelic Serenade》在視覺小說數據庫的頁面（英文）